# Saloumia
Saloumia — вимерлий рід ряду хоботних. Це один із найдавніших представників порядку, який мешкав у середньому еоцені Сенегалу. Він відомий лише з одного моляра, чия виражена горбиста жувальна поверхня вказує на те, що він, ймовірно, близький до Moeritherium.